# Međeđa (Bosna a Hercegovina)
Međeđa (v srbské cyrilici Међеђа) je obec v Bosně a Hercegovině, v údolí řeky Driny. Administrativně je součástí města Višegrad. V roce 2013 zde žilo 101 lidí.
Obec byla ve své době známá především díky stanici železnice Bosenská východní dráha, která se nacházela (spolu s centrem obce) v blízkosti řeky. Dnes je pod hladinou umělého jezera, které vzniklo po výstavbě vodní elektrárny Višegrad. V souvislosti s ní byly nové domy postaveny výše, u současné silnice M-5, která spojuje město Višegrad s Gackem. Během války v Bosně a Hercegovině v 90. letech 20. století značný počet obyvatel vesnici Međeđa opustil, převážně bosňácké obyvatelstvo.
V okolí Međeđi jsou vhodné podmínky pro turistiku, po řece Drině je v letní sezóně vypravována turistická loď.